# 高雄市立空中大学
高雄市立空中大学（たかおしりつくうちゅうだいがく、英語: The Open University of Kaohsiung、公用語表記: 高雄市立空中大學）は、高雄市小港区大業北路436号に本部を置く台湾の市立大学。1997年創立、1997年大学設置。大学の略称は高雄空大。
2019年現在の校長は劉嘉茹。

## 学科
- 法律学科(法学専攻と政治法律専攻)
- 産業と経営管理学科
- マスコミュニケーション学科
- 外国語文学科(日本語専攻と英語専攻)
- 文化芸術学科
- 技術マネジメント学科
- 健康管理促進学科
- 総合教育センター

## 交通
- 高雄捷運
  - 高雄国際機場駅
- 高雄市公車市立空大
  - 12A
  - 12C
  - 紅3A
  - 紅3B
  - 紅3C
  - 紅3E
  - 紅3F